# Valmadrera

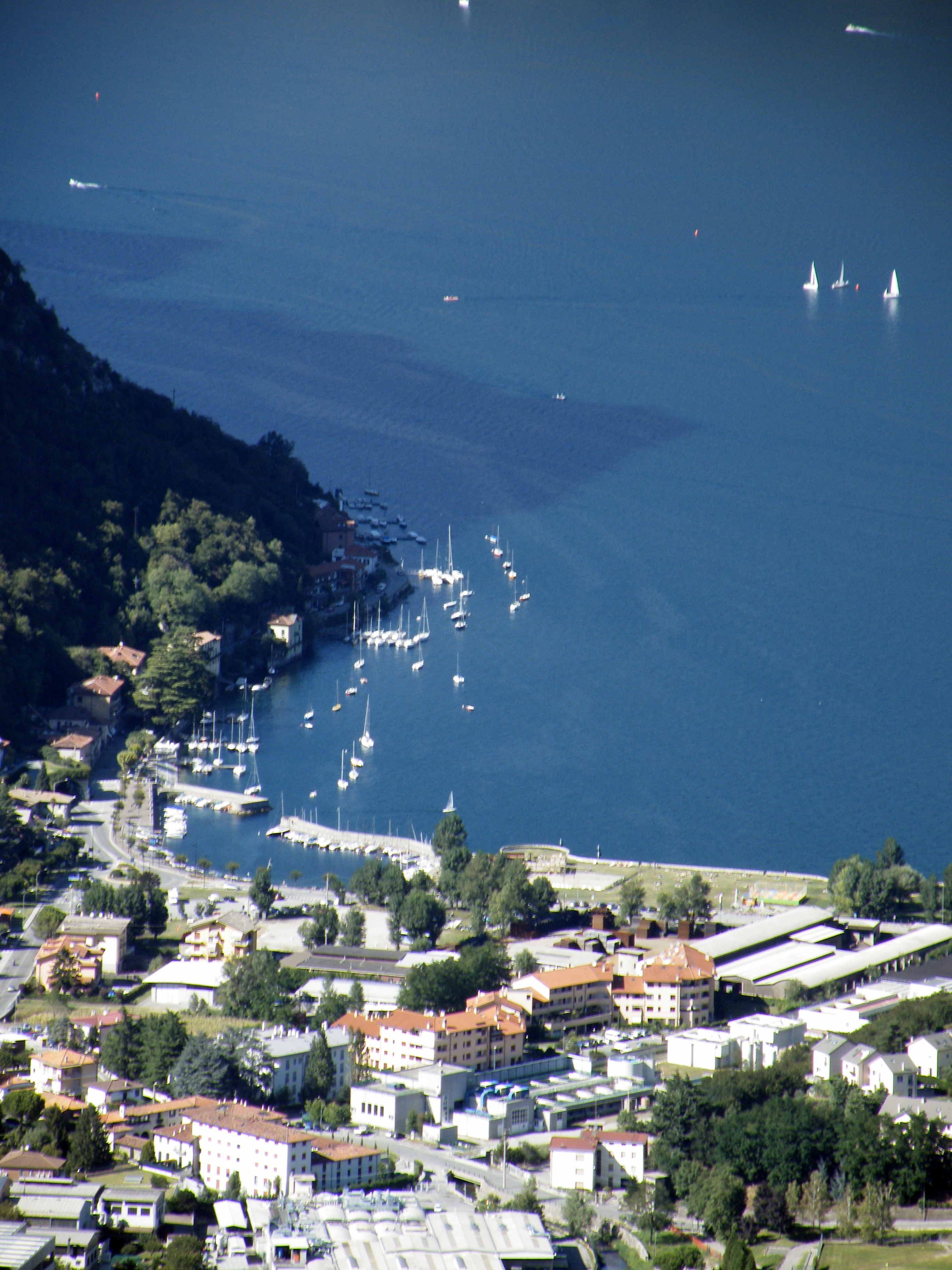
Valmadrera, Fraktion Parè

Valmadrera ist eine Gemeinde in der Provinz Lecco in der italienischen Region Lombardei mit 11.284 Einwohnern (Stand 31. Dezember 2023).

## Geographie
Valmadrera liegt etwa 3 km westlich der Provinzhauptstadt Lecco und 45 km nordöstlich der Millionen-Metropole Mailand. Im Jahr 1971 hatte die Gemeinde Valmadrera eine Fläche von 1.256 Hektar.
Die Nachbargemeinden sind Canzo (CO), Civate, Galbiate, Lecco, Malgrate, Mandello del Lario und Valbrona (CO).
Der nächstgelegene Flughafen ist Mailand-Linate (LIN).

## Geschichte
In den Statuten für die Straßen und Gewässer des Herzogtums Mailand wurde er in der Gemeinde Garlate als el loco de Valmagrera aufgeführt. In der 1456 erstellten Unterteilung des Estimos von Monte di Brianza wird unter anderem auch die Gemeinde Valmadrera erwähnt. Im d(Grundbuch) des Herzogtums Mailand von 1558 und in den nachfolgenden Aktualisierungen bis zum 17. Jahrhundert ist Valmadrera in der Pieve von Garlate enthalten. In einem Prospekt aus dem Jahr 1572 (Terre Ducato di Milano, 1572), in dem alle Ländereien des Herzogtums Mailand und andere, die für den Verkauf freigegeben waren, aufgeführt waren, war auch Valmadrera (Valmadrera) enthalten. Aus den Antworten, die 1751 auf die 45 Anfragen der königlichen Volkszählungsbehörde gegeben wurden, geht hervor, dass die Gemeinde Valmadrera, die zur Pieve Garlate gehörte - die bereits 1538 mit den Gemeinden der Pfarrkirchen von Garlate und Oggiono an Giovanni Agostino d’Adda belehnt worden war -, zu diesem Zeitpunkt nicht belehnt war, da sie am 8. April 1671 abgelöst und alle fünfzehn Jahre mit 113 Lire mezz'annata bezahlt wurde. 18,6 lire all’officio delle regalie, 19,12,6 lire alla tesoreria, 1,10 lire al portiere.
Nach der vorübergehenden Vereinigung der lombardischen Provinzen mit dem Königreich Sardinien wurde die Gemeinde Valmadrera mit 3.319 Einwohnern, die von einem zweiköpfigen Gemeinderat und einem zweiköpfigen Stadtrat verwaltet wird, gemäß der durch das Gesetz vom 23. Oktober 1859 festgelegten territorialen Aufteilung in das Mandamento I di Lecco, Bezirk III von Lecco, Provinz Como, aufgenommen. Bei der Gründung des Königreichs Italien im Jahr 1861 hatte die Gemeinde 3.557 Einwohner (Volkszählung 1861). Nach dem Gemeindegesetz von 1865 wurde die Gemeinde von einem Bürgermeister, einer Junta und einem Rat verwaltet. Im Jahr 1867 wurde die Gemeinde in denselben Bezirk, Kreis und dieselbe Provinz eingegliedert (Verwaltungsbezirk 1867). Im Jahr 1924 wurde die Gemeinde in den Bezirk Lecco der Provinz Como eingegliedert. Nach der Gemeindereform von 1926 wurde die Gemeinde von einem Podestà verwaltet. Nach der Gemeindereform von 1946 wurde die Gemeinde Valmadrera von einem Bürgermeister, einer Junta und einem Gemeinderat verwaltet.

## Bevölkerungsentwicklung
| Bevölkerungsentwicklung | Bevölkerungsentwicklung | Bevölkerungsentwicklung | Bevölkerungsentwicklung | Bevölkerungsentwicklung | Bevölkerungsentwicklung | Bevölkerungsentwicklung | Bevölkerungsentwicklung | Bevölkerungsentwicklung | Bevölkerungsentwicklung | Bevölkerungsentwicklung | Bevölkerungsentwicklung | Bevölkerungsentwicklung | Bevölkerungsentwicklung |
| ----------------------- | ----------------------- | ----------------------- | ----------------------- | ----------------------- | ----------------------- | ----------------------- | ----------------------- | ----------------------- | ----------------------- | ----------------------- | ----------------------- | ----------------------- | ----------------------- |
| Jahr                    | 1861                    | 1871                    | 1881                    | 1911                    | 1931                    | 1951                    | 1961                    | 1971                    | 1981                    | 1991                    | 2001                    | 2011                    | 2022                    |
| Einwohner               | 3557                    | 3681                    | 3937                    | 4405                    | 4979                    | 6032                    | 6921                    | 8865                    | 10041                   | 10645                   | 10871                   | 11612                   | 11146                   |
| Quelle: ISTAT           |                         |                         |                         |                         |                         |                         |                         |                         |                         |                         |                         |                         |                         |

## Sehenswürdigkeiten
- Pfarrkirche Sant’Antonio Abate.[2]
- Wallfahrtskirche Madonna di San Martino.[3]
- Oratorium San Tommaso.[4]
- Oratorium Sant’Isidoro im Ortschaft Preguglia.[5]

## Persönlichkeiten
- Bernardo Citterio (1908–2002), römisch-katholischer Weihbischof im Erzbistum Mailand